# Çò dera Glèsia Santa Eulàlia
Çò dera Glèsia Santa Eulàlia és una obra de Bausen (Vall d'Aran) inclosa a l'Inventari del Patrimoni Arquitectònic de Catalunya.

## Descripció
Dins de la població, baixada que duu el mateix nom. Conserva una porta d'arc de mig punt, i el mur de migjorn, fragment reaprofitat.

## Història
Al segle xviii es produí la substitució de la parròquia tradicional de Santa Eulàlia per l'actual dedicada a Sant Pèir ad Vincula, tal vegada per raó del primer gran incendi que patí la població, l'any 1787 en tres quarts d'hora s'hi cremaren 164 edificis entre cases, granges, i bordes (Fc. Zamora) És possible que hi faci referència l'esment d'un Andreu Amiell de Santa Eulàlia, bé que el cognom Cau surt documentat des del segle XVII amb relació a Çò de Baquet.